# ديف ريتشموند
ديف ريتشموند (بالإنجليزية: Dave Richmond)‏ هو عازف باس بريطاني، ولد في 1940 في برايتون في المملكة المتحدة.

## وصلات خارجية
- الموقع الرسمي
- ديف ريتشموند على موقع IMDb (الإنجليزية)
- ديف ريتشموند على موقع ميوزك برينز (الإنجليزية)
- ديف ريتشموند على موقع أول ميوزيك (الإنجليزية)
- ديف ريتشموند على موقع ديسكوغز (الإنجليزية)